# Literaturjahr 2014
Liste der Literaturjahre

◄◄ | ◄ | 2010 | 2011 | 2012 | 2013 | Literaturjahr 2014 | 2015 | 2016 | 2017 | 2018 | ► | ►►

Weitere Ereignisse

## Ereignisse
- 02. März: Sibylle Lewitscharoff hält im Rahmen der Veranstaltungsreihe „Dresdner Reden“ einen Vortrag, der heftige Proteste auslöst.[1][2]
- 13.–16. März: Leipziger Buchmesse mit „Auftritt Schweiz“
- 02. April: Internationaler Kinderbuchtag
- 23. April: Welttag des Buches
- 12. Mai: Die seit Januar 2014 in der Insolvenz befindliche Verlagsgruppe Weltbild wird mehrheitlich an den Münchener Finanzinvestor Paragon Partners verkauft.
- Mai (?): 50. Gründungsjubiläum des Berliner Wagenbach-Verlags
- 16. Juni: Bloomsday
- 17. Juni: Bertelsmann teilt mit, dass das deutschsprachige Buchclub-Geschäft eingestellt wird. Bis März 2015 sollen die letzten 52 Filialen geschlossen werden.
- 24. Juni: Der Börsenverein des Deutschen Buchhandels hat unter dem Vorwurf „erpresserischen Vorgehens gegenüber Verlagen“ und „Missbrauches seiner Marktmacht“ beim Bundeskartellamt eine Beschwerde gegen den Online-Versandhändler Amazon.com eingelegt.[3]
- August: In den USA protestieren 909 Autoren in einem offenen Brief gegen die Vermarktungsstrategien des online-Versandhändlers amazon;[4] in Deutschland folgt wenige Tage später ein offener Brief von mehr als 1000 deutschsprachigen Autoren zur selben Thematik.[5]
- 17. August: Wie vor einem Jahr angekündigt, wurde das Buchhandels- sowie das Direktvertriebsgeschäft mit der Brockhaus Enzyklopädie nunmehr mit sofortiger Wirkung beendet.[6]
- 08.–12. Oktober: Frankfurter Buchmesse; Gastland: Finnland
- 19. Dezember: Nach einer Entscheidung des Bundesverfassungsgerichts darf der Suhrkamp Verlag in eine Aktiengesellschaft umgewandelt werden.[7]
- 30. Dezember: 100. Jahrestag der Eröffnung des Hauses der Volksbühne Berlin
- 2014: Heidelberg wird UNESCO City of Literature.
- 2014: In Berlin werden der Verlag duotincta und der Guggolz Verlag gegründet.
- 2014: In Hamburg wird der KJM Buchverlag gegründet.
- 2014: In Wiesbaden werden im Verlagshaus Römerweg sechs Verlage zusammengeführt.
- 2014: In Wien wird die Edition Konturen gegründet.
- 2014: In Wien wird der Schultz & Schirm Bühnenverlag gegründet.
- 2014: In Deutschland erscheinen insgesamt 87.134 Bücher; davon 73.863 Buchtitel in erster Auflage, weitere 13.271 in Neuauflage.[8]
- 2014: Mit dem 1. Band startet das auf 100 Jahre angelegte Kunstprojekt der Future Library.

## Jahrestage (Auswahl)

### Geburtstage
- 01. Januar: 300. Geburtstag von Kristijonas Donelaitis
- 17. Januar: 50. Geburtstag von Raoul Schrott
- 18. Januar: 100. Geburtstag von Arno Schmidt
- 04. Februar: 100. Geburtstag von Alfred Andersch
- 05. Februar: 100. Geburtstag von William S. Burroughs
- 06. Februar: 150. Geburtstag von John Henry Mackay
- 12. Februar: 300. Geburtstag von Sebastian Sailer
- 15. Februar: 250. Geburtstag von Jens Immanuel Baggesen
- 19. Februar: 50. Geburtstag von Jonathan Lethem
- 22. Februar: 150. Geburtstag von Jules Renard
- 25. Februar: 250. Geburtstag von Karl Gustav Brinckmann
- 26. Februar (getauft): 450. Geburtstag von Christopher Marlowe
- 01. März: 100. Geburtstag von Ralph Ellison
- 07. März: 50. Geburtstag von Bret Easton Ellis
- 08. März: 200. Geburtstag von Ede Szigligeti
- 09. März: 200. Geburtstag von Taras Schewtschenko
- 11. März: 50. Geburtstag von Leena Lehtolainen
- 17. März: 100. Geburtstag von Günter Hofé
- 18. März: 100. Geburtstag von Thaddäus Troll
- 27. März: 100. Geburtstag von Budd Schulberg
- 28. März: 100. Geburtstag von Bohumil Hrabal
- 31. März: 100. Geburtstag von Octavio Paz
- 04. April: 100. Geburtstag von Marguerite Duras
- 04. April: 150. Geburtstag von Futabatei Shimei
- 13. April: 100. Geburtstag von Orhan Veli Kanık
- 20. April: 250. Geburtstag von Rudolph Ackermann
- 20. April: 50. Geburtstag von Dea Loher
- 26. April: 100. Geburtstag von Bernard Malamud
- 26. April (getauft): 450. Geburtstag von William Shakespeare
- 27. April: 250. Geburtstag von Johann Friedrich Cotta
- 07. Mai: 250. Geburtstag von Therese Huber
- 08. Mai: 100. Geburtstag von Romain Gary
- 11. Mai: 250. Geburtstag von Konrad Engelbert Oelsner
- 11. Mai: 150. Geburtstag von Ethel Lilian Voynich
- 12. Mai: 100. Geburtstag von Bertus Aafjes
- 12. Mai: 150. Geburtstag von Cäsar Flaischlen
- 13. Mai: 100. Geburtstag von Gregor von Rezzori
- 24. Mai: 100. Geburtstag von George Tabori
- 30. Mai: 100. Geburtstag von Jiří Marek
- 03. Juni: 150. Geburtstag von Otto Erich Hartleben
- 05. Juni: 100. Geburtstag von George D. Painter
- 08. Juni: 100. Geburtstag von Kurt Barthel
- 10. Juni: 100. Geburtstag von Oktay Rifat
- 15. Juni: 350. Geburtstag von Jean Meslier
- 17. Juni: 100. Geburtstag von John Hersey
- 22. Juni: 50. Geburtstag von Dan Brown
- 09. Juli: 250. Geburtstag von Ann Radcliffe
- 11. Juli: 50. Geburtstag von Helmut Krausser
- 15. Juli: 200. Geburtstag von Edward Caswall
- 17. Juli: 300. Geburtstag von Alexander Gottlieb Baumgarten
- 17. Juli: 100. Geburtstag von James Purdy
- 18. Juli: 150. Geburtstag von Ricarda Huch
- 20. Juli: 150. Geburtstag von Erik Axel Karlfeldt
- 20. Juli: 150. Geburtstag von Balser Puorger
- 21. Juli: 100. Geburtstag von Philippe Ariès
- 24. Juli: 150. Geburtstag von Frank Wedekind
- 26. Juli: 50. Geburtstag von Anne Provoost
- 30. Juli: 100. Geburtstag von Béatrix Beck
- 03. August: 50. Geburtstag von Radek Knapp
- 09. August: 250. Geburtstag von Caroline Auguste Fischer
- 09. August: 100. Geburtstag von Tove Jansson
- 26. August: 100. Geburtstag von Julio Cortázar
- 28. August: 200. Geburtstag von Joseph Sheridan Le Fanu
- 01. September: 100. Geburtstag von Krystyna Żywulska
- 05. September: 250. Geburtstag von Henriette Herz
- 14. September: 250. Geburtstag von Ludwig Ferdinand Huber
- 15. September: 100. Geburtstag von Adolfo Bioy Casares
- 15. September: 100. Geburtstag von Orhan Kemal
- 17. September: 300. Geburtstag von Gottlieb Wilhelm Rabener
- 25. September: 50. Geburtstag von Carlos Ruiz Zafón
- 29. September: 150. Geburtstag von Miguel de Unamuno
- 01. Oktober: 2100. Geburtstag von Sallust
- 08. Oktober: 50. Geburtstag von Jakob Arjouni
- 14. Oktober: 150. Geburtstag von Stefan Żeromski
- 15. Oktober: 200. Geburtstag von Michail Lermontow
- 18. Oktober: 50. Geburtstag von Charles Stross
- 20. Oktober: 100. Geburtstag von Mario Luzi
- 24. Oktober: 250. Geburtstag von Dorothea Schlegel
- 25. Oktober: 100. Geburtstag von John Berryman
- 25. Oktober: 300. Geburtstag von James Burnett
- 27. Oktober: 100. Geburtstag von Jan Kott
- 27. Oktober: 100. Geburtstag von Dylan Thomas
- 29. Oktober: 200. Geburtstag von Jakiw Holowazkyj
- 07. November: 100. Geburtstag von Raphael Aloysius Lafferty
- 08. November: 50. Geburtstag von Simon Borowiak
- 11. November: 100. Geburtstag von Howard Fast
- 11. November: 150. Geburtstag von Maurice Leblanc
- 13. November: 100. Geburtstag von William Gibson
- 22. November: 50. Geburtstag von Henning Ahrens
- 26. November: 200. Geburtstag von Louise Aston
- 28. November: 50. Geburtstag von Sherko Fatah
- 30. November: 50. Geburtstag von Thomas Hettche
- 04. Dezember: 50. Geburtstag von Feridun Zaimoglu
- 05. Dezember: 100. Geburtstag von Hans Hellmut Kirst
- 08. Dezember: 50. Geburtstag von Richard David Precht
- 09. Dezember: 50. Geburtstag von Hape Kerkeling
- 12. Dezember: 100. Geburtstag von Patrick O’Brian
- 15. Dezember: 50. Geburtstag von Denis Scheck
- 19. Dezember: 50. Geburtstag von Thomas Brussig
- 23. Dezember: 300. Geburtstag von Ranieri de’ Calzabigi
- 24. Dezember: 100. Geburtstag von Herbert Reinecker
- 27. Dezember: 100. Geburtstag von Giuseppe Berto
- unbekannt: 200. Geburtstag von Qurrat al-ʿAin
- unbekannt: 50. Geburtstag von Michal Zamir

### Todestage
- 0Im Januar: 100. Todestag von Ambrose Bierce
- 09. Januar: 50. Todestag von Halide Edib Adıvar
- 17. Januar: 50. Todestag von T. H. White
- 21. Januar: 200. Todestag von Jacques-Henri Bernardin de Saint-Pierre
- 20. März: 50. Todestag von Brendan Behan
- 25. März: 100. Todestag von Frédéric Mistral
- 27. März: 300. Todestag von Anton Ulrich (Braunschweig-Wolfenbüttel)
- 31. März: 100. Todestag von Christian Morgenstern
- 02. April: 100. Todestag von Paul Heyse
- 19. Mai: 150. Todestag von John Clare
- 19. Mai: 150. Todestag von Nathaniel Hawthorne
- 26. Mai: 150. Todestag von Charles Sealsfield
- 03. Juni: 50. Todestag von Frans Eemil Sillanpää
- 06. Juli: 100. Todestag von Delmira Agustini
- 16. Juli: 350. Todestag von Andreas Gryphius
- 19. Juli: 50. Todestag von Friedrich Sieburg
- 22. Juli: 50. Todestag von Heinz Herald
- 12. August: 50. Todestag von Ian Fleming
- 14. August: 550. Todestag von Enea Silvio Piccolomini
- 04. September: 50. Todestag von Werner Bergengruen
- 05. September: 100. Todestag von Charles Péguy
- 16. September: 50. Todestag von Leo Weismantel
- 18. September: 50. Todestag von Seán O’Casey
- 22. September: 100. Todestag von Alain-Fournier
- 22. September: 200. Todestag von August Wilhelm Iffland
- 25. September: 100. Todestag von Alfred Lichtenstein
- 26. September: 100. Todestag von Hermann Löns
- 26. September: 100. Todestag von Ernst Wilhelm Lotz
- 26. Oktober: 50. Todestag von Agnes Miegel
- 27. Oktober: 50. Todestag von Willi Bredel
- 29. Oktober: 100. Todestag von Pejo Jaworow
- 03. November: 100. Todestag von Georg Trakl
- 28. November: 500. Todestag von Hartmann Schedel
- 02. Dezember: 200. Todestag des Marquis de Sade
- 29. Dezember: 50. Todestag von Bernard von Brentano

### Erschienen vor ... Jahren
- 1714: The Rape of the Lock von Alexander Pope
- 1764: Das Schloss von Otranto von Horace Walpole
- 1814: Der Hund des Aubry (Melodram) von René Charles Guilbert de Pixérécourt
- 1814: Mansfield Park von Jane Austen
- 1814: Waverley von Walter Scott
- 1864: Bilderpossen und Eginhard und Emma von Wilhelm Busch
- 1864: Aufzeichnungen aus dem Kellerloch von Fjodor Dostojewski
- 1864: Die Reise zum Mittelpunkt der Erde von Jules Verne
- 1914: Dubliners von James Joyce
- 1914: Der Kaiser von Portugallien von Selma Lagerlöf
- 1914: Locus Solus von Raymond Roussel
- 1914: Der Ochsenkrieg von Ludwig Ganghofer
- 1914: Die Räuberbande von Leonhard Frank
- 1914: Roßhalde von Hermann Hesse
- 1914: Tarzan von Edgar Rice Burroughs (erste Buchausgabe)
- 1914: Die Verliese des Vatikans von André Gide
- 1964: Amras von Thomas Bernhard
- 1964: Bartls Abenteuer von Marlen Haushofer
- 1964: Entfernung von der Truppe von Heinrich Böll
- 1964: Das große Protokoll gegen Zwetschkenbaum von Albert Drach (entstanden 1939)
- 1964: Herzog von Saul Bellow
- 1964: Maigret se défend von Georges Simenon
- 1964: Marat/Sade von Peter Weiss
- 1964: Mein Name sei Gantenbein von Max Frisch
- 1964: Les mots von Jean-Paul Sartre
- 1964: Der Spion, der aus der Kälte kam von John le Carré
- 1964: Der Unbesiegbare von Stanisław Lem

## Neuerscheinungen

### Romane, Erzählungen
- 28 Tage lang – David Safier
- Abendgesellschaft (NA) – Patrick Modiano
- Das achte Leben (Für Brilka) – Nino Haratischwili
- Agnese geht in den Tod (NA) – Renata Viganò
- Alles Licht, das wir nicht sehen – Anthony Doerr
- Alraune. Die Geschichte eines lebenden Wesens (NA) – Hanns Heinz Ewers
- Always Coca-Cola – Alexandra Chreiteh
- Americanah – Chimamanda Ngozi Adichie
- Aristoteles und Dante entdecken die Geheimnisse des Universums – Benjamin Alire Sáenz
- Arztroman – Kristof Magnusson
- Auslöschung – Jeff VanderMeer
- Außenbezirke (NA) – Patrick Modiano
- Die Bestimmung – Letzte Entscheidung – Veronica Roth
- Bilder deiner großen Liebe – Wolfgang Herrndorf
- Black Box – Michael Connelly
- Bleeding Edge – Thomas Pynchon
- Das Blubbern von Glück – Barry Jonsberg
- Breaking News – Frank Schätzing
- The Broken Eye – Brent Weeks
- Brown Girl Dreaming – Jacqueline Woodson
- Ein Bulle im Zug – Franz Dobler
- Bunker Diary – Kevin Brooks
- A Chave de Salomão – José Rodrigues dos Santos
- Der Circle – Dave Eggers
- Der Clan der Wölfe – Kathryn Lasky
- Colonel Sun – Kingsley Amis (unter dem Pseudonym „Robert Markham“)
- Damit du dich im Viertel nicht verirrst (OA) – Patrick Modiano
- Der Distelfink – Donna Tartt
- Die Erbin – John Grisham
- Die Frau auf der Treppe – Bernhard Schlink
- Die Jakobsbücher – Olga Tokarczuk
- Faceless: Der Tod hat kein Gesicht – Terry Hayes
- Frommes Elend (NÜ) – Frans Eemil Sillanpää
- Ein ganzes Leben – Robert Seethaler
- Geschichte für einen Augenblick – Ruth Ozeki
- Glückliches Sterben – Volker H. Altwasser
- Das goldene Ei – Donna Leon
- Gräser der Nacht – Patrick Modiano
- Helden des Olymp – Das Haus des Hades – Rick Riordan
- The Heroes of Olympus: The Blood of Olympus – Rick Riordan
- Die Interessanten – Meg Wolitzer
- Jenseits der blauen Grenze – Dorit Linke
- Der Jesus-Deal – Andreas Eschbach
- Der Junge, der mit den Piranhas schwamm – David Almond
- Kernschmelze – John Gardner
- Kinder der Freiheit – Ken Follett
- Das Knochenband – Stuart MacBride
- Koala – Lukas Bärfuss
- Kriegsroman (unzensierte Fassung) – Väinö Linna
- Kruso – Lutz Seiler
- Lena und das Geheimnis der blauen Hirsche (Kinderbuch) – Edward van de Vendel
- Letztendlich sind wir dem Universum egal – David Levithan
- Liquidierung (erstmals unzensiert) – Wassil Bykau
- London NW – Zadie Smith
- Machandel – Regina Scheer
- Das Mädchen mit den blauen Augen – Michel Bussi
- Ein Mann namens Ove – Fredrik Backman
- Der Marsianer – Andy Weir
- Märzgefallene. Gereon Raths fünfter Fall – Volker Kutscher
- Menschen im Krieg (NA) – Andreas Latzko
- Moise und die Welt der Vernunft (NÜb) – Tennessee Williams
- Mr. Mercedes – Stephen King
- Offen Hetero – Bill Konigsberg
- Der Ozean am Ende der Straße – Neil Gaiman
- Perdido Street Station – China Miéville
- Petronella Apfelmus – Verhext und festgeklebt (Bd. 1 einer Kinderbuchreihe) – Sabine Städing (Text) und Sabine Büchner (Illustration)
- Die Pilgerjahre des farblosen Herrn Tazaki – Haruki Murakami
- Redeployment – Phil Klay
- Die Republik der Diebe – Scott Lynch
- Revival – Stephen King
- Sag, dass du mich liebst – Joy Fielding
- Der Schmerz, die Zukunft, meine Irrtümer und ich – Jenny Jägerfeld
- Schwimmen mit Elefanten – Yōko Ogawa
- Die Seltsamen – Stefan Bachmann
- Die sonderbare Buchhandlung des Mr. Penumbra – Robin Sloan
- A Song for Ella Grey – David Almond
- Später Ruhm – Arthur Schnitzler
- Straferlaß (NA) – Patrick Modiano
- Tage des letzten Schnees – Jan Costin Wagner
- Die Tochter des letzten Königs – Sabrina Qunaj
- Tödlicher Frost – Asbjørn Jaklin
- Transport – Phillip P. Peterson
- Die unglaubliche Reise des Fakirs, der in einem Ikea-Schrank feststeckte – Romain Puértolas
- Verfall und Untergang (NÜ) – Evelyn Waugh
- Verlorene Illusionen (NÜ) – Honoré de Balzac
- Vielleicht Esther – Katja Petrowskaja
- Villa Triste (NA) – Patrick Modiano
- Von Männern, die keine Frauen haben – Haruki Murakami
- Das wahre Wesen der Dinge – Ted Chiang
- Was von uns erwartet wird – Ted Chiang
- Die Wasserstoffsonate – Iain M. Banks
- Der Widersacher – Michael Connelly
- Words of Radiance – Brandon Sanderson
- Wurfschatten – Simone Lappert
- Zero – Sie wissen, was du tust – Marc Elsberg

#### Trilogie
- Krähenmädchen + Narbenkind + Schattenschrei – Erik Axl Sund

### Sachliteratur
- Aus Sorge um Europa – Helmut Kohl
- Deutschland von Sinnen: Der irre Kult um Frauen, Homosexuelle und Zuwanderer – Akif Pirinçci
- Existenzweisen – Bruno Latour
- Das Geheimnis des menschlichen Denkens – Raymond Kurzweil
- Gerecht und Geschlecht – Luise F. Pusch
- Hoffnung Mensch – Michael Schmidt-Salomon
- Das Hohe Haus – Roger Willemsen
- Der islamische Faschismus – Hamed Abdel-Samad
- Juden in Bamberg 1633–1802/03 – Michaela Schmölz-Häberlein
- Das Kapital im 21. Jahrhundert – Thomas Piketty
- Die letzten Zeugen. Kinder im Zweiten Weltkrieg (überarb. u. akt. NA) – Swetlana Alexijewitsch
- Der neue Tugendterror – Thilo Sarrazin
- Taksim ist überall – Deniz Yücel
- Vermächtnis. Die Kohl-Protokolle – Tilman Jens und Heribert Schwan
- Warum die Sache schiefgeht – Karen Duve
- World Order – Henry Kissinger
- Zero to One – Peter Thiel und Blake Masters
- Zinkjungen (erw. u. akt. NA) – Swetlana Alexijewitsch

### Weitere Werke
- Aus dem Berliner Journal (Tagebuch) – Max Frisch
- Bericht aus dem Inneren (Autobiografie) – Paul Auster
- Brokeback Mountain – Annie Proulx (Libretto)
- Casa Valentina (Drama) – Harvey Fierstein
- Diebe im Olymp – nach dem Roman von Rick Riordan
- Einführung in das liturgische Jahr – Prosper-Louis-Pascal Guéranger
- Feste Wortverbindungen des Deutschen (Spezialwörterbuch)
- Der ganz offene Brief (Kolumnen von Loriot) – Hrsg. OA Krimmel u. a.
- Grenzen Ränder Niemandsländer (autobiografischer Essayband) – Jochen Schimmang
- Herkunft (autobiografischer Text) – Botho Strauß
- Im tiefen Tal der Todeskralle (Drama) – Boris von Brauchitsch
- Jedermann – Peter Lund (Libretto)
- Der Junge muss an die frische Luft – Meine Kindheit und ich (Autobiografie) – Hape Kerkeling
- Karamasow – Thorsten Lensing
- Klaus im Schrank oder Das verkehrte Weihnachtsfest (Komödie; 1927) – Erich Kästner
- König Leopolds Selbstgespräch (und andere Streitschriften; 1. „gesamtdeutsche“ Ausgabe) – Mark Twain
- Die lächerliche Finsternis (Hörspiel / Drama) – Wolfram Lotz
- Marjorie Prime – Jordan Harrison
- Die Megären des Meeres (Langgedicht; französische EA: 1965) – Louis-René des Forêts
- Mozart in Moskau (Oper) – Ad de Bont (Libretto)
- Regentonnenvariationen (Lyrik) – Jan Wagner
- Schwarze Hefte („Denktagebücher“) – Martin Heidegger
- Über die Schönheit häßlicher Bilder (Essays; Neuausgabe) – Max Brod
- Untergetaucht. Eine junge Frau überlebt in Berlin 1940–1945 (Autobiografie) – Marie Simon

## Gestorben
- 02. Januar: Elizabeth Jane Howard
- 03. Januar: Tom Rosenthal
- 04. Januar: Jean Métellus
- 05. Januar: E. J. Lowe
- 09. Januar: Amiri Baraka
- 09. Januar: Iris Wagner
- 11. Januar: Michael Jacobs
- 11. Januar: Fritz Molden
- 12. Januar: Neal Barrett jr.
- 12. Januar: Dominik Steiger
- 13. Januar: Liesel Bachem Sayre
- 13. Januar: Carlo Antonio Gianinazzi
- 13. Januar: Joachim Nowotny
- 14. Januar: Jon Bing
- 14. Januar: Juan Gelman
- 15. Januar: Reinhard Palm
- 15. Januar: Yoshino Hiroshi
- 18. Januar: Eugenio Cruz Vargas
- 19. Januar: Christoph Mangold
- 20. Januar: Alexander Malec
- 26. Januar: José Emilio Pacheco
- 27. Januar: Helga Pankratz
- 28. Januar: Frédéric Bruly Bouabré
- 28. Januar: Hans F. Nöhbauer
- 29. Januar: François Cavanna
- 29. Januar: Hashem Shaabani
- 30. Januar: Igor Bondarenko
- 31. Januar: Jiří Fiedler
- 31. Januar: Horst Mönnich
- 02. Februar: Enzo Muzii
- 03. Februar: Wolfgang Rudolph
- 05. Februar: Martin Wallimann
- 06. Februar: Lester Goran
- 06. Februar: Alison Jolly
- 06. Februar: Maxine Kumin
- 06. Februar: Michael Müller
- 06. Februar: Peter Philipp
- 08. Februar: Peter Gente
- 08. Februar: Karl Heinz Henssel
- 08. Februar: Marcel Turcu
- 10. Februar: Stuart Hall
- 14. Februar: Werner Mittenzwei
- 16. Februar: Uwe Berger
- 16. Februar: Benno Meyer-Wehlack
- 16. Februar: Michael Shea
- 18. Februar: Karl Eibl
- 18. Februar: Mavis Gallant
- 18. Februar: Margarita Stāraste
- 19. Februar: Szilárd Borbély
- 21. Februar: Cornelius Schnauber
- 22. Februar: William J. Chambliss
- 22. Februar: Leo Vroman
- 27. Februar: Aaron Allston
- 28. Februar: Mado Michio
- 02. März: Peter Bares
- 05. März: János Gosztonyi
- 06. März: Manlio Sgalambro
- 07. März: Uwe Timm
- 08. März: Justus Pfaue
- 09. März: Gerhard Herm
- 10. März: Joe McGinniss
- 11. März: Marilyn Butler
- 12. März: Inna Lisnjanskaja
- 12. März: Ōnishi Kyojin
- 13. März: Hilda Kühl
- 13. März: Icchokas Meras
- 18. März: Catherine Acholonu
- 18. März: Lucius Shepard
- 20. März: Karin Kramer
- 20. März: Khushwant Singh
- 21. März: Alain Franck
- 22. März: Kurt Rudolf Fischer
- 22. März: Friedl Hofbauer
- 23. März: Rafael Alfaro
- 23. März: Peter Faecke
- 23. März: Barbara Goldstein
- 24. März: Jean-François Mattéi
- 24. März: Nanda van der Zee
- 25. März: Eugen Biser
- 25. März: Jonathan Schell
- 27. März: Richard Nelson Frye
- 30. März: Kate O’Mara
- 01. April: Miriam Frances
- 01. April: Jacques Le Goff
- 02. April: Roni Givati
- 02. April: Renate Heuer
- 02. April: Glyn Jones
- 02. April: Unnikrishnan Puthoor
- 02. April: Urs Widmer
- 03. April: Régine Deforges
- 03. April: Silvi Väljal
- 04. April: Curtis Bill Pepper
- 04. April: Mohammed Qutb
- 05. April: Gynther Hansen
- 05. April: Peter Matthiessen
- 08. April: Karlheinz Deschner
- 09. April: Svetlana Velmar-Janković
- 10. April: Richard Hoggart
- 10. April: Doris Pilkington
- 10. April: Sue Townsend
- 13. April: Kshetra Pratap Adhikari
- 13. April: Ernesto Laclau
- 14. April: Nina Cassian
- 14. April: Alexander U. Martens
- 15. April: Ilse Bintig
- 17. April: Gabriel García Márquez
- 18. April: Habib Boularès
- 18. April: Gisbert Ter-Nedden
- 20. April: Ilse von Bredow
- 20. April: Alistair MacLeod
- 22. April: Wieland Schmied
- 24. April: Johannes K. G. Niedlich
- 24. April: Tadeusz Różewicz
- 25. April: Stefanie Zweig
- 26. April: Inìsero Cremaschi
- 26. April: Philip Sugden
- 27. April: Vasco Graça Moura
- 30. April: Wolfgang Fietkau
- 30. April: Jun’ichi Watanabe
- 01. Mai: Josef Adamiak
- 01. Mai: Chou Meng-tieh
- 02. Mai: Žarko Petan
- 04. Mai: Helga Königsdorf
- 04. Mai: Hermann Schreiber
- 05. Mai: Hans-Martin Lohmann
- 06. Mai: Gianni Da Campo
- 06. Mai: Timuçin Davras
- 06. Mai: Antony Hopkins
- 06. Mai: Farley Mowat
- 08. Mai: Virgilio Masciadri
- 09. Mai: Hugo Ernst Käufer
- 09. Mai: Mary Stewart
- 10. Mai: Elisabeth Frenzel
- 11. Mai: Dietrich Lückoff
- 13. Mai: David Malet Armstrong
- 15. Mai: Jean Oury
- 16. Mai: Chen Guokai
- 18. Mai: Dobrica Ćosić
- 18. Mai: Hans-Peter Dürr
- 19. Mai: Gabriel Kolko
- 21. Mai: Digne Meller Marcovicz
- 22. Mai: Alicia Ghiragossian
- 23. Mai: Louis Jent
- 25. Mai: Marie-Louise Roth
- 25. Mai: Arno Spitz
- 26. Mai: Anthony William Bulloch
- 26. Mai: Karl-Heinz Schreiber
- 28. Mai: Maya Angelou
- 30. Mai: Hans-Jörg Hennecke
- 30. Mai: Michael Szameit
- 00. Mai: Rebecca Lutter
- 01. Juni: Marc-René Jung
- 01. Juni: Jay Lake
- 02. Juni: Johnny B. Isotamm
- 03. Juni: Fritz Schwegler
- 04. Juni: Ulf Diederichs
- 05. Juni: Mix Weiss
- 06. Juni: Armin Zeißler
- 07. Juni: Anna-Teresa Tymieniecka
- 10. Juni: Roger Lille
- 11. Juni: Kunie Iwahashi
- 12. Juni: Gunnel Linde
- 12. Juni: Frank Schirrmacher
- 13. Juni: Jean Firges
- 14. Juni: Manuel Álvarez Ortega
- 14. Juni: Ultra Violet
- 15. Juni: Daniel Keyes
- 17. Juni: Josef Guter
- 18. Juni: Egon Gramer
- 19. Juni: Charlotte Kossuth
- 21. Juni: Herbert Bräuning
- 25. Juni: Nigel Calder
- 25. Juni: Ana María Matute
- 26. Juni: Mary Rodgers
- 29. Juni: Anatolij Dimarow
- 29. Juni: Dermot Healy
- 29. Juni: Peter Hetzel
- 30. Juni: Pierre Bec
- 30. Juni: Frank M. Robinson
- 30. Juni: Maria Luisa Spaziani
- 02. Juli: Marcien Towa
- 03. Juli: Jüri Tuulik
- 04. Juli: Giorgio Faletti
- 04. Juli: Torill Thorstad Hauger
- 05. Juli: Hans-Ulrich Wehler
- 06. Juli: Tô Hoài
- 08. Juli: Vanna Bonta
- 11. Juli: Jacques Damase
- 11. Juli: John Seigenthaler senior
- 12. Juli: Jamil Ahmad
- 12. Juli: Manfred Winkler
- 13. Juli: Thomas Berger
- 13. Juli: Nadine Gordimer
- 14. Juli: Yūsuke Fukada
- 17. Juli: Liam Davison
- 18. Juli: João Ubaldo Ribeiro
- 18. Juli: Dietmar Schönherr
- 19. Juli: Iring Fetscher
- 20. Juli: Wolfgang Ebert
- 21. Juli: Hans-Georg Lenzen
- 21. Juli: Marlene Reidel
- 23. Juli: Peter Schoenen
- 23. Juli: Ariano Suassuna
- 23. Juli: Ursula Wölfel
- 24. Juli: Hans-Hermann Sprado
- 25. Juli: Bel Kaufman
- 29. Juli: María Antonia Iglesias
- 29. Juli: Jürgen Wiersch
- 01. August: Jürgen Degenhardt
- 01. August: Gert von Paczensky
- 03. August: Dorothy Salisbury Davis
- 05. August: Elfriede Brüning
- 07. August: Gertrud Zasche
- 08. August: Raymond Matzen
- 11. August: Simon Leys
- 12. August: Jean Favier
- 15. August: Theodor Dombrowski
- 15. August: Hannes Hüttner
- 16. August: Besim Bokshi
- 16. August: Peter Scholl-Latour
- 17. August: Wolfgang Leonhard
- 17. August: Miodrag Pavlović
- 18. August: Hubert Konrad Frank
- 18. August: Fanny Morweiser
- 19. August: Simin Behbahani
- 21. August: Anh Đức
- 21. August: Manfred Naumann
- 22. August: U. R. Ananthamurthy
- 22. August: Peter Hopkirk
- 23. August: Uwe Bolius
- 23. August: Werner Liersch
- 23. August: Jaume Vallcorba Plana
- 24. August: Eduardo White
- 26. August: Reimar Lenz
- 27. August: Waleri Petrow
- 27. August: Benno Pludra
- 01. September: Walter Keller
- 01. September: A. J. Langguth
- 05. September: Bernd Kramer
- 07. September: Ottniell Jürissaar
- 07. September: Yves Moraud
- 07. September: Mieczysław Tomala
- 09. September: Graham Joyce
- 10. September: Günter Lüling
- 13. September: Friedhilde Krause
- 15. September: Giuliana Berlinguer
- 15. September: Jürg Schubiger
- 17. September: Wolfgang Held
- 18. September: Harri Jõgisalu
- 18. September: Agneša Kalinová
- 22. September: Adelaida García Morales
- 23. September: Gilles Latulippe
- 24. September: Fred Branfman
- 24. September: Ailo Gaup
- 24. September: Madis Kõiv
- 24. September: Karl Miller
- 26. September: Lothar von Versen
- 27. September: Werner H. A. Debler
- 27. September: Eugie Foster
- 27. September: Jean-Jacques Pauvert
- 27. September: Vittorio Dan Segre
- 27. September: Ingrid Strohschneider-Kohrs
- 28. September: Dannie Abse
- 28. September: Waltraut Skoddow
- 30. September: Shizuko Gō
- 01. Oktober: Otto Dann
- 01. Oktober: Klaus von Welser
- 03. Oktober: Sigrid Heuck
- 03. Oktober: Christopher van Wyk
- 04. Oktober: Werner Bader
- 04. Oktober: Hans Heinrich Schmid
- 05. Oktober: Geoffrey Holder
- 07. Oktober: Walter Bockmayer
- 07. Oktober: Peter Keller
- 07. Oktober: Siegfried Lenz
- 08. Oktober: Sandra Antonova
- 08. Oktober: Hanns J. Prem
- 09. Oktober: Carolyn Kizer
- 09. Oktober: Udo Reiter
- 12./13. Oktober: Ali Mazrui
- 13. Oktober: Stefan Lübbe
- 14. Oktober: Marcello Argilli
- 14. Oktober: Willy Jäggi
- 15. Oktober: Viktor Böhm
- 15. Oktober: Rainer Witt
- 16. Oktober: Ertuğrul Oğuz Fırat
- 17. Oktober: Hajo F. Breuer
- 17. Oktober: Lawrence J. Quirk
- 18. Oktober: Mariano Lebrón Saviñón
- 18. Oktober: Claude Ollier
- 18. Oktober: Sidney Shapiro
- 20. Oktober: Rajam Krishnan
- 22. Oktober: Martin Chalmers
- 23. Oktober: Hayden Howard
- 23. Oktober: Ramiro Pinilla
- 24. Oktober: Michael Rieth
- 26. Oktober: Genpei Akasegawa
- 27. Oktober: Daniel Boulanger
- 28. Oktober: Romualdas Granauskas
- 28. Oktober: Galway Kinnell
- 28. Oktober: Erika Weinzierl
- 30. Oktober: Jan Andrew Nilsen
- 31. Oktober: Käbi Laretei
- 01. November: Klaus Bölling
- 02. November: Pierre Daix
- 03. November: Rolf Becker
- 05. November: Hugo Schanovsky
- 06. November: Abdelwahab Meddeb
- 06. November: John Morrow
- 07. November: Kajetan Kovič
- 10. November: Gottfried Eisermann
- 13. November: Manoel de Barros
- 14. November: Ursula Haucke
- 15. November: Leslie Feinberg
- 16. November: Serge Moscovici
- 17. November: Heiner Rank
- 18. November: Elli Michler
- 18. November: Rolf Thissen
- 21. November: Richard Eder
- 22. November: Wilfried Barner
- 23. November: Franz Georg Maier
- 27. November: P. D. James
- 28. November: Said Akl
- 28. November: Roberto Gómez Bolaños
- 29. November: Günter Bommert
- 30. November: Radua Ashur
- 30. November: Kent Haruf
- 01. Dezember: Raúl Barbero
- 01. Dezember: Jürgen Hein
- 01. Dezember: Jewhen Swerstjuk
- 01. Dezember: Wolfgang Thadewald
- 02. Dezember: Dominique Aubier
- 02. Dezember: János Szirmai
- 03. Dezember: Vicente Leñero Otero
- 05. Dezember: Talât Sait Halman
- 05. Dezember: Menis Koumandareas
- 06. Dezember: Ursula Voss
- 07. Dezember: Marie Marcks
- 08. Dezember: Christa Dericum
- 09. Dezember: Alain Niderst
- 10. Dezember: Ralph Giordano
- 10. Dezember: Otto Pöggeler
- 11. Dezember: Herbert Jäger
- 13. Dezember: Claus Küchenmeister
- 17. Dezember: Fritz Rudolf Fries
- 17. Dezember: Vic Hendry
- 17. Dezember: Oleh Lyscheha
- 19. Dezember: Scott Austin
- 21. Dezember: Horacio Ferrer
- 21. Dezember: Udo Jürgens
- 21. Dezember: Sitor Situmorang
- 24. Dezember: Jacques Garelli
- 26. Dezember: Stanisław Barańczak
- 27. Dezember: Wolfgang Luppe
- 27. Dezember: Tomaž Šalamun
- 30. Dezember: Wolfgang Kellner
- 30. Dezember: Miyao Tomiko
- 30. Dezember: Matti Moosa
- 31. Dezember: Norbert Leser
- ungenannt: Karlheinz Bieber
- ungenannt: Atanas Nakowski
- ungenannt: Evelyn Peters

## Literaturpreise 2014

### Deutsche Literaturpreise
- Adelbert-von-Chamisso-Preis: Ann Cotten; Dana Ranga und Nellja Veremej (Förderpreise)
- Alfred-Döblin-Stipendium (Auswahl): Konstantin Ames; Artur Dziuk; Heike Falkenberg; Julia Kissina; Katerina Poladjan; Sebastian Unger; Senthuran Varatharajah
- Alfred-Kerr-Preis für Literaturkritik: Insa Wilke
- Alice Salomon Poetik Preis: Franz Hohler
- Annalise-Wagner-Preis: Was gewesen wäre von Gregor Sander
- aspekte-Literaturpreis: Vielleicht Esther von Katja Petrowskaja
- AutorenPreis des Heidelberger Stückemarkts: Ulf Schmidt für Der Marienthaler Dachs
- Bayerischer Buchpreis:
  - Belletristik: Pfaueninsel von Thomas Hettche
  - Sachbuch: Geschichte Deutschlands im 20. Jahrhundert von Ulrich Herbert
  - Ehrenpreis des Bayerischen Ministerpräsidenten: Silvia Bovenschen
- Ben-Witter-Preis: Helmut Höge
- Berliner Literaturpreis: Hans Joachim Schädlich
- Bodensee-Literaturpreis: Arnold Stadler
- Buxtehuder Bulle: 28 Tage lang von David Safier
- Carl-Zuckmayer-Medaille: Dieter Kühn
- Caroline-Schlegel-Preis: Andreas Dorschel für den Essay Ein verschollen geglaubter Brief der Korinther an Paulus; Förderpreis: Nancy Hünger
- Christian-Wagner-Preis für Lyrik: Nico Bleutge
- Clemens-Brentano-Preis: Maximilian Probst für Der Drahtesel. Die letzte humane Technik
- Cotta-Preis: Ulrike Edschmid (Schriftstellerin) und Joachim Kalka (Übersetzer)
- DELIA-Literaturpreis: Der Geschmack von Sommerregen von Julie Leuze
- Deutscher Buchpreis: Kruso von Lutz Seiler
- Deutscher Jugendtheaterpreis: Monster (The Monster in the Hall) von David Greig (Autor) und Barbara Christ (Übersetzerin)
- Deutscher Science-Fiction-Preis:
  - Bester Roman: Dschiheads von Wolfgang Jeschke
  - Beste Erzählung: Seitwärts in die Zeit von Axel Kruse
- Dresdner Lyrikpreis: Lea Schneider; Publikumspreis: Thilo Krause
- Düsseldorfer Literaturpreis: Ralph Dutli für das Gesamtwerk
- Eichendorff-Literaturpreis: Adam Zagajewski
- Else-Lasker-Schüler-Dramatikerpreis: Peter Handke
- Eugen-Helmlé-Übersetzerpreis: Cécile Wajsbrot
- Fontane-Literaturpreis der Fontanestadt Neuruppin: Christoph Ransmayr für Atlas eines ängstlichen Mannes
- Friedrich-Bödecker-Preis: Anja Tuckermann
- Friedrich-Gerstäcker-Preis: Kinshasa Dreams von Anna Kuschnarowa
- Friedrich-Glauser-Preis:
  - Bester Roman: Die Deutschlehrerin von Judith W. Taschler
  - Bester Erstlingsroman: Germania von Harald Gilbers
  - Beste Krimi-Kurzgeschichte: Auf deine Lider senk ich Schlummer von Alexander Pfeiffer
  - Hansjörg-Martin-Preis: no_way_out von Alice Gabathuler
- Friedrich-Hölderlin-Preis der Stadt Bad Homburg: Peter Stamm; Förderpreis: Nellja Veremej
- Friedrich-Schiedel-Literaturpreis: Philipp Blom für Der taumelnde Kontinent. Europa 1900–1914
- Fritz-Reuter-Preis: Hartmut Cyriacks und Peter Nissen
- Georg-Büchner-Preis: Jürgen Becker
- Georg-K.-Glaser-Preis: Ror Wolf
- George-Konell-Preis: Stephan Thome
- Gerty-Spies-Literaturpreis: Navid Kermani
- Goethepreis der Stadt Frankfurt am Main: Peter von Matt
- Hannelore-Greve-Literaturpreis: Herta Müller
- Hans-Fallada-Preis: Jenny Erpenbeck
- Heinrich-Mann-Preis: Robert Schindel
- Heinrich Maria Ledig-Rowohlt-Preis: Bettina Abarbanell
- Helmut-M.-Braem-Übersetzerpreis: Hans-Christian Oeser
- Hermann-Kesten-Preis: Wolfgang Kaleck
- Hölty-Preis für Lyrik: Silke Scheuermann für das lyrische Gesamtwerk
- Horst Bingel-Preis für Literatur: Nadja Küchenmeister
- Hotlist: Lars Müller Publishers für Menschen am CERN
- Hugo-Ball-Preis: Thomas Hürlimann; Förderpreis: Marc Degens
- Jakob-Wassermann-Literaturpreis: Urs Widmer
- Joachim-Ringelnatz-Preis für Lyrik: Ulrike Draesner (Hauptpreis); Carl-Christian Elze (Nachwuchspreis)
- Johann-Heinrich-Merck-Preis für literarische Kritik und Essay: Carolin Emcke
- Johann-Heinrich-Voß-Preis für Übersetzung: Sabine Stöhr
- Johann-Peter-Hebel-Preis: Franz Hohler
- Joseph-Breitbach-Preis: Navid Kermani
- Kasseler Literaturpreis: Dieter Hildebrandt (postum)
- Kinderbuchpreis des Landes Nordrhein-Westfalen: Mein Herz hüpft und lacht von Rose Lagercrantz und Eva Eriksson (Ill.)
- Klaus-Michael Kühne-Preis: Flut und Boden von Per Leo
- Kleist-Preis: Marcel Beyer
- Kleist-Förderpreis: Michel Decar für Jenny Jannowitz
- Kranichsteiner Literaturpreis: David Wagner
- Kurd-Laßwitz-Preis:
  - Bester Roman: Wolfgang Jeschke für Dschiheads
  - Beste Erzählung: Michael Marrak für Coen Sloterdykes diametral levitierendes Chronoversum
  - Bester ausländischer Roman: Jo Walton für In einer anderen Welt
- Leonhard-Frank-Preis: Geheime Gesellschaft von Ulrike Schäfer
- Literaturpreis der Konrad-Adenauer-Stiftung: Rüdiger Safranski
- Literaturpreis der Landeshauptstadt München: Hans Pleschinski
- Literaturpreis der Stadt Bremen: Clemens Meyer für Im Stein; Förderpreis an Roman Ehrlich für Das kalte Jahr
- Literaturpreis des Kulturkreises der deutschen Wirtschaft:
  - Prosa: Reinhard Kaiser-Mühlecker
  - Übersetzung: Eveline Passet
  - Drama: Nis-Momme Stockmann
- Literaturpreis Ruhr: Marianne Brentzel (Hauptpreisträgerin)
- Luchs des Jahres: Die erstaunlichen Abenteuer der Maulina Schmitt (Trilogie) von Finn-Ole Heinrich (Autor) und Rán Flygenring (Illustratorin)
- Ludwig-Börne-Preis: Florian Illies
- Lyrikpreis Orphil: Karin Kiwus für Das Gesicht der Welt (Hauptpreis); Levin Westermann für unbekannt verzogen (Debütpreis)
- Mainzer Stadtschreiber: Judith Schalansky
- Mara-Cassens-Preis: Machandel von Regina Scheer
- Marie Luise Kaschnitz-Preis für 2015: Lutz Seiler für das Gesamtwerk
- Moerser Literaturpreis: Sebastian Polmans
- Mülheimer Dramatikerpreis: Wolfram Höll für Und dann
- NDR Kultur Sachbuchpreis: Die Büchse der Pandora. Geschichte des Ersten Weltkriegs von Jörn Leonhard
- Niederrheinischer Literaturpreis: Hans Pleschinski
- Oldenburger Kinder- und Jugendbuchpreis: Und auch so bitterkalt von Lara Schützsack
- Oskar-Pastior-Preis: Marcel Beyer
- Peter-Huchel-Preis für Lyrik: Steffen Popp für Dickicht mit Reden und Augen
- Das politische Buch: Hannelore Schlaffer für Die City. Straßenleben in der geplanten Stadt
- postpoetry.NRW (Auswahl): Christoph Danne, Dominik Dombrowski, Jürgen Flenker, Liesel Willems
- Preis der Leipziger Buchmesse:
  - Belletristik: Saša Stanišić für Vor dem Fest
  - Sachbuch/Essayistik: Helmut Lethen für Der Schatten des Fotografen
  - Übersetzung: Robin Detje für die Übersetzung aus dem amerikanischen Englisch von Europe Central von William T. Vollmann
- Preis der LiteraTour Nord: Ralph Dutli
- Rainer-Malkowski-Preis: Mirko Bonné und Daniela Danz
- Rattenfänger-Literaturpreis: Das Kind im Mond von Jürg Schubiger (Autor) und Aljoscha Blau (Illustr.)
- Reinhold-Schneider-Preis: Klaus Theweleit; Förderpreis: Lisa Kränzler
- Rheingau Literatur Preis: Stephanie Bart für Deutscher Meister
- Robert-Gernhardt-Preis:
  - Kurt Drawert für sein Lyrikprojekt Verständnis und Abfall
  - Ulrike Syha für ihr Romanprojekt Der Korridor
- Roswitha-Preis: Gertrud Leutenegger
- Sächsischer Literaturpreis: Jan Kuhlbrodt
- Thaddäus-Troll-Preis: Katrin Zipse für Glücksdrachenzeit
- Thomas-Mann-Preis: Rüdiger Safranski
- Tukan-Preis: Der lange Atem von Nina Jäckle
- Ulla-Hahn-Autorenpreis: Und auch so bitterkalt von Lara Schützsack
- Ungewöhnlichster Buchtitel des Jahres: Wir sind glücklich, unsere Mundwinkel zeigen in die Sternennacht wie bei Angela Merkel, wenn sie einen Handstand macht von Thomas Spitzer
- Uwe-Johnson-Preis: Lutz Seiler für Kruso
- Walter-Hasenclever-Literaturpreis: Michael Köhlmeier
- Wilhelm-Lehmann-Preis: Ann Cotten
- Wilhelm-Raabe-Literaturpreis: Thomas Hettche für Pfaueninsel
- Wolfgang-Koeppen-Preis: Karl-Heinz Ott

### Internationale Literaturpreise
- AKO Literatuurprijs: Oorlog en terpentijn von Stefan Hertmans
- Albatros-Literaturpreis: Julie Otsuka (Text) und Katja Scholtz (Übersetzung) für Wovon wir träumten
- Alemannischer Literaturpreis: Thomas Hürlimann
- Andrew Carnegie Medals for Excellence in Fiction and Nonfiction:
  - Fiction: The Goldfinch von Donna Tartt
  - Nonfiction: The Bully Pulpit: Theodore Roosevelt, William Howard Taft, and the Golden Age of Journalism von Doris Kearns Goodwin
- Andrić-Preis: Uglješa Šajtinac für Banatorijum
- Anisfield-Wolf Book Award (Auswahl):
  - Fiction: A Constellation of Vital Phenomena von Anthony Marra
  - Nonfiction: My Promised Land: The Triumph and Tragedy of Israel von Ari Shavit
  - Lebenswerk: Wilson Harris und George Lamming
- Anton-Wachter-Preis: De consequenties von Niña Weijers
- Anton-Wildgans-Preis: Barbara Hundegger
- Arthur C. Clarke Award: Ancillary Justice von Ann Leckie
- Astrid-Lindgren-Gedächtnis-Preis: Barbro Lindgren
- Astrid-Lindgren-Preis (Schweden): Frida Nilsson
- August-Preis (Auswahl):
  - Kategorie Fachbuch: Naturlära von Lars Lerin
  - Kategorie Kinder- und Jugendbuch: Mördarens apa von Jakob Wegelius
- Baileys Women’s Prize for Fiction: A Girl Is A Half-Formed Thing von Eimear McBride
- Bancroft-Preis (Auswahl): Fear Itself: The New Deal and the Origins of Our Time von Ira Katznelson
- Basler Lyrikpreis: Anja Utler
- Believer Book Award: McGlue von Ottessa Moshfegh
- BMF-Plakette:
  - Erwachsenenliteratur: Jag heter inte Miriam von Majgull Axelsson
  - Kinder- und Jugendliteratur: Silverpojken von Kristina Ohlsson
- BNG Nieuwe Literatuurprijs: Maartje Wortel für IJstijd („Eiszeit“)
- Bokhandlerprisen: Svøm med dem som drukner von Lars Mytting
- Bollinger Everyman Wodehouse Prize: Edward St Aubyn für Lost for Words
- Breslauer Lyrikpreis Silesius:
  - Gesamtwerk: Darek Foks
  - Buch des Jahres: W innych okolicznościach von Mariusz Grzebalski
  - Debüt des Jahres: Moja jest ta ziemia von Martyna Buliżańska
- Brücke Berlin: Serhij Schadan (Autor) und die Übersetzer Sabine Stöhr und Juri Durkot für Die Erfindung des Jazz im Donbass
- Bruno-Kreisky-Preis für das politische Buch (Auswahl):
  - Hauptpreis: Najem Wali für Bagdad Marlboro
  - Publizistisches Gesamtwerk: Gudrun Harrer
- Buchpreis der Wiener Wirtschaft: Friederike Mayröcker
- Bündner Literaturpreis: Oscar Peer (postum)
- Carnegie Medal: The Bunker Diary von Kevin Brooks
- Cervantespreis: Juan Goytisolo
- Compton Crook Award: Fire With Fire von Charles E. Gannon
- Cordwainer Smith Rediscovery Award: Mildred Clingerman
- Costa Book Award:
  - Roman: How to be both (dt. Von Gleich zu Gleich) von Ali Smith
  - Erster Roman: Elizabeth is Missing (dt. Elizabeth wird vermisst) von Emma Healey
  - Kinderbuch: Five Children on the Western Front von Kate Saunders
  - Lyrik: My Family and Other Superheroes von Jonathan Edwards
  - Biografie: H Is For Hawk (dt. H wie Habicht) von Helen Macdonald (auch Costa Book of the Year)
- Danuta Gleed Literary Award: Paul Carlucci für The Secret Life of Fission
- Dayton Literary Peace Prize – Holbrooke Award for Lifetime Achievement: Louise Erdrich
- De Inktaap: Dit zijn de namen von Tommy Wieringa
- DR Romanpreis: Den sønderjyske farm von Erling Jepsen
- Dylan Thomas Prize: Joshua Ferris mit To Rise Again at a Decent Hour
- Encore Award: The Lives of Others von Neel Mukherjee
- Endeavour Award: Nexus von Ramez Naam und Requiem von Ken Scholes
- Erich-Fried-Preis: Judith Hermann
- Euregio-Schüler-Literaturpreis: Zomerhuis met zwembad von Herman Koch
- Europäischer Preis für Literatur: Jon Fosse
- FIL-Preis: Claudio Magris
- Finlandia-Preis: He eivät tiedä mitä tekevät von Jussi Valtonen
- Finnischer Staatspreis für ausländische Übersetzer: Angela Plöger
- Forward Poetry Prize (Auswahl):
  - Best Collection: The Cartographer Tries to Map a Way to Zion von Kei Miller
- Frans-Kellendonk-Preis: Esther Gerritsen für das Gesamtwerk
- Franz-Hessel-Preis: Esther Kinsky und Christine Montalbetti
- Franz-Kafka-Literaturpreis: Yán Liánkē
- Franz-Theodor-Csokor-Preis: Peter Paul Wiplinger
- Frost Medal: Gerald Stern
- Georg-Trakl-Preis für Lyrik: Waltraud Seidlhofer
- Geschwister-Scholl-Preis: Glenn Greenwald für Die globale Überwachung. Der Fall Snowden, die amerikanischen Geheimdienste und die Folgen
- Goldsmiths Prize: Ali Smith für How to Be Both
- Governor General’s Award for Fiction:
  - Französischsprachig: Bondrée von Andrée A. Michaud
  - Englischsprachig: The Back of the Turtle von Thomas King
- Grand Prix Gobert: Bonaparte von Patrice Gueniffey
- Grand Prix du Roman: Constellation von Adrien Bosc
- Griffin Poetry Prize:
  - Kanadisch: Anne Carson für Red Doc>
  - International: Brenda Hillman für Seasonal Works with Letters on Fire
- Grosser Berner Literaturpreis: Matthias Zschokke für das literarische Gesamtwerk
- Großer Preis des Samfundet De Nio: Kjell Westö
- Guardian Children’s Fiction Prize: The Dark Wild von Piers Torday
- H. C. Artmann-Preis für Lyrik: Elfriede Czurda
- H. C. Artmann-Stipendium: Ljubko Deresch
- Hans-Christian-Andersen-Preis: Nahoko Uehashi
- Hawthornden Prize: Dear Boy von Emily Berry
- Hemingway Foundation PEN Award: We Need New Names von NoViolet Bulawayo
- Hertzogprys für Dichtung: Kaar von Marlene van Niekerk
- Hoffmann-von-Fallersleben-Preis: Juli Zeh
- Horst-Bienek-Preis für Lyrik: Geoffrey Hill; Förderpreise: Tadeusz Dąbrowski und Daniel Pietrek
- Hubert Evans Non-Fiction Prize: David Stouck für Arthur Erickson: An Architect’s Life
- Independent Foreign Fiction Prize: Hassan Blasim (Autor) für The Iraqi Christ
- Ingeborg-Bachmann-Preis: Tex Rubinowitz: Wir waren niemals hier
- Internationaler Literaturpreis – Haus der Kulturen der Welt: Dany Laferrière (Autor) und Beate Thill (Übersetzung) für Das Rätsel der Rückkehr
- International IMPAC Dublin Literary Award: The Sound of Things Falling (deutscher Titel: Das Geräusch der Dinge beim Fallen) von Juan Gabriel Vásquez
- International Prize for Arabic Fiction: Frankenstein in Baghdad von Ahmed Saadawi
- Irish Book Awards (Auswahl):
  - Roman: Academy Street von Mary Costello
  - Sachbuch: The Life and Loves of a He Devil von Graham Norton
  - Kinderbuch: Shh! We Have a Plan von Chris Haughton
  - Jugendbuch: Moone Boy von Chris O’Dowd und Nick Vincent Murphy
  - Unterhaltungsliteratur: The Year I Met You von Cecelia Ahern
  - Newcomer: Only Ever Yours von Louise O’Neill
  - Short Story: Rest Day von John Boyne
  - Sportbuch: The Test von Brian O’Driscoll
  - Krimi: Unravelling Oliver von Liz Nugent
  - Lebenswerk: Paul Durcan
  - International Recognition Award: Jeffrey Archer
- Isidora-Sekulić-Preis: David Albahari für Životinjsko carstvo (dt.: Das Tierreich)
- Italo-Svevo-Preis: Jochen Missfeldt
- James Tait Black Memorial Prize:
  - Erzählende Literatur: Harvest von Jim Crace
  - Biografie: Penelope Fitzgerald: A Life von Hermione Lee
  - Drama: Cannibals von Rory Mullarkey
- James Tiptree, Jr. Award: The Girl in the Road von Monica Byrne und My Real Children von Jo Walton
- Kerry Group Irish Fiction Award: Eimear McBride für A Girl Is a Half-formed Thing
- KrimiZEIT-Bestenliste: Regengötter von James Lee Burke
- Kritikerprisen (Norwegen) (Auswahl):
  - Bestes Buch: Ingvild H. Rishøi für Vinternoveller
  - Bestes Kinder- oder Jugendbuch: Gro Dahle und Svein Nyhus für Akvarium
- Lambda Literary Awards (Auswahl):
  - Bisexual Fiction: My Education von Susan Choi
  - Gay Memoir/Biography: A Heaven of Words: Last Journals von Glenway Wescott und Jerry Rosco (Hrsg.)
  - Gay Poetry: Unpeopled Eden von Rigoberto González
  - Gay Romance: Into This River I Drown von T. J. Klune
  - Lesbian Memoir/Biography: Body Geographic von Barrie Jean Borich
  - Lesbian Mystery: High Desert von Katherine V. Forrest
  - LGBT Anthology: Queer Africa: New and Collected Fiction, hrsg. von Karen Martin und Makhosazana Xaba
  - LGBT Children’s/Young Adult: Two Boys Kissing von David Levithan
  - LGBT Drama: Tom at the Farm von Michel Marc Bouchard
  - LGBT Nonfiction: White Girls von Hilton Als
  - LGBT SF/Fantasy/Horror: Death by Silver von Melissa Scott und Amy Griswold
- Lannan Lifetime Achievement Award: Steve Erickson
- Leo-Perutz-Preis: Männerfallen von Eva Rossmann
- LiBeraturpreis: Raja Alem für Das Halsband der Tauben
- Libris-Literaturpreis: La Superba von Ilja Leonard Pfeijffer
- Lieutenant Governor’s Award for Literary Excellence: Kit Pearson
- Literaturpreis Alpha: Eva Menasse für Quasikristalle
- Literaturpreis der Europäischen Union (Auswahl):
  - Albanien: Otello, Arapi i Vlorës von Ben Blushi
  - Bulgarien: Възвишение von Milen Ruskow
  - Liechtenstein: Die dunkle Muse von Armin Öhri
  - Niederlande: De Nederlandse maagd von Marente de Moor
  - Serbien: Sasvim skromni darovi von Uglješa Šajtinac
  - Tschechien: Dějiny světla von Jan Němec
- Literaturpreis des Nordischen Rates: Kjell Westö für Hägring 38
- Literaturpreis der Stadt Wien: Wilhelm Pevny
- Little Rebels Award: After Tomorrow von Gillian Cross
- Los Angeles Times Book Prize for Poetry: Citizen: An American Lyric von Claudia Rankine
- Lydia-Eymann-Stipendium 2014/15: Norbert Müller
- Man Booker Prize for Fiction: The Narrow Road to the Deep North von Richard Flanagan
- Matt-Cohen-Preis: Susan Musgrave
- Max Frisch-Preis der Stadt Zürich: Robert Menasse
- Miles Franklin Award: All The Birds, Singing von Evie Wyld
- Musgrave-Medaille in Gold (Bereich Literatur): Anthony C. Winkler
- Nadal-Literaturpreis: Carmen Amoraga für La vida era eso
- National Book Awards:
  - Prosa: Phil Klay mit Redeployment (dt. Titel: Wir erschossen auch Hunde)
  - Sachbuch: Evan Osnos mit Age of Ambition: Chasing Fortune, Truth, and Faith in the New China
  - Lyrik: Louise Glück mit Faithful and Virtuous Night
  - Jugendbuch: Jacqueline Woodson mit Brown Girl Dreaming
  - Besondere Verdienste (Lebenswerk): Kyle Zimmer
  - Literarisches Lebenswerk: Ursula K. Le Guin
- National Book Critics Circle Award (Auswahl):
  - Lyrik: Citizen: An American Lyric von Claudia Rankine
  - Roman: Lila von Marilynne Robinson
  - Sachbuch: The Problem of Slavery in the Age of Emancipation von David Brion Davis
  - Kritik: The Essential Ellen Willis von Ellen Willis
  - Autobiografie: Can’t We Talk About Something More Pleasant? von Roz Chast
  - Lebenswerk: Toni Morrison
- Neustadt International Prize for Literature: Mia Couto
- Newbery Medal: Flora & Ulysses von Kate DiCamillo
- Nike:
  - Hauptpreis: Zajeździmy kobyłę historii. Wyznania poobijanego jeźdźca von Karol Modzelewski
  - Publikumspreis: Ości von Ignacy Karpowicz
- Nobelpreis für Literatur: Patrick Modiano
- Nordischer Preis der Schwedischen Akademie: Lars Gustafsson
- OCM Bocas Preis für karibische Literatur, Kategorie “Non-fiction”: Writing Down the Vision: Essays and Prophecies von Kei Miller
- Orwell Award: The Onion
- Orwell Prize:
  - Buch: This Boy: A Memoir of a Childhood von Alan Johnson
  - Sonderpreis: Jonathan Freedland
- Österreichischer Kinder- und Jugendbuchpreis:
  - Linda Wolfsgruber: Arche
  - Rosemarie Eichinger: Essen Tote Erdbeerkuchen?
  - Christine Nöstlinger: Als mein Vater die Mutter der Anna Lachs heiraten wollte
  - Heidi Trpak, Laura Momo Aufderhaar: Gerda Gelse
- Österreichischer Kunstpreis für Kinder- und Jugendliteratur: Edith Schreiber-Wicke
- Österreichischer Staatspreis für Europäische Literatur: Ljudmila Ulizkaja
- Österreichischer Staatspreis für Kulturpublizistik: Peter Strasser
- Österreichischer Staatspreis für literarische Übersetzung (... ins Deutsche): Erich Hackl
- Park-Kyung-ni-Literaturpreis: Bernhard Schlink
- P.C.-Hooft-Preis: Willem Jan Otten
- PEN/Faulkner Award: Karen Joy Fowler, We Are All Completely Beside Ourselves
- Per-Olov-Enquist-Preis: Dorthe Nors
- Petrarca-Preis: Franz Mon und Tomas Venclova
- Premi Sant Jordi de novel·la: L'àguila negra von Joan Carreras i Goicoechea
- Premio Alfaguara de Novela: Jorge Franco für El mundo de afuera
- Premio Bancarella: L'amore è tutto. È tutto ciò cheso dell'amore von Michela Marzano
- Premio Biblioteca Breve: Ávidas pretensiones von Fernando Aramburu
- Prémio Camões: Alberto da Costa e Silva
- Premio Campiello: Morte di un uomo felice von Giorgio Fontana
- Premio Carlos Fuentes: Sergio Ramírez
- Premio Gregor von Rezzori (Bestes ausländisches Werk): Die Brücke von Coca von Maylis de Kerangal
- Premio Iberoamericano de Narrativa Manuel Rojas: Horacio Castellanos Moya
- Prêmio Jabuti (Auswahl):
  - Kategorie „Contos e crônicas“: Amálgama von Rubem Fonseca
  - Kategorien „Livro do Ano Ficção“ und „Livro infantil“: Breve História de um Pequeno Amor von Marina Colasanti
  - Kategorie „Roman“: Reprodução von Bernardo Carvalho
  - Kategorie „Recht“: Série IDP – Comentários à Constituição do Brasil von Gilmar Mendes und weiteren Autoren
- Prémio LeYa: O Meu Irmão von Afonso Reis Cabral
- Prêmio Machado de Assis: Vamireh Chacon
- Premio Malaparte: Donna Tartt
- Premio Nacional de Literatura de Chile: Antonio Skármeta
- Premio Planeta: Jorge Zepeda Patterson für Milena o el fémur más bello del mundo
- Premio Strega: Il desiderio di essere come tutti von Francesco Piccolo
- Prinz-von-Asturien-Preis für Literatur: John Banville
- Prix Claude-Farrère: Serge Revel
- Prix Décembre: Sigmund Freud en son temps et dans le nôtre von Élisabeth Roudinesco
- Prix de l’Essai: Un air de liberté. Variations sur l’esprit du XVIIIe siècle et l’ensemble de ses écrits sur le XVIIIe siècle von Chantal Thomas
- Prix Femina: Bain de lune von Yanick Lahens
- Prix Femina Essai: Et dans l'éternité je ne m'ennuierai pas von Paul Veyne
- Prix Femina Étranger: Ce qui reste de nos vies von Zeruya Shalev
- Prix Goncourt: Pas pleurer von Lydie Salvayre
- Prix Goncourt des lycéens: Charlotte von David Foenkinos
- Prix littéraire de l’armée de Terre – Erwan Bergot: Le pays du lieutenant Schreiber von Andreï Makine
- Prix littéraire de la Vocation: Constellation von Adrien Bosc
- Prix du livre européen:
  - Kategorie Essay: Turbulent and Mighty Continent: What Future for Europe? von Anthony Giddens
  - Kategorie Roman: La robe de Hannah. Berlin 1904–2014 von Pascale Hugues
- Prix du Livre Inter: Faillir être flingué von Céline Minard
- Prix Mallarmé: Hubert Haddad, La Verseuse du matin
- Prix Médicis: Terminus radieux von Antoine Volodine
- Prix Médicis étranger: Lola Bensky von Lily Brett
- Prix Médicis essai: Manifeste incertain, tome 3 von Frédéric Pajak
- Prix Méditerranée Étranger: Javier Cercas für Les lois de la frontière
- Prix mondial Cino Del Duca: Andreï Makine
- Prix du polar européen: Après la guerre von Hervé Le Corre
- Prix Renaudot: Charlotte von David Foenkinos
- Pulitzer-Preise (Auswahl):
  - Belletristik: Der Distelfink (The Goldfinch) von Donna Tartt
  - Drama: The Flick von Annie Baker
  - Geschichte: The Internal Enemy: Slavery and War in Virginia, 1772–1832 von Alan Taylor
- Queen’s Gold Medal for Poetry: Imtiaz Dharker
- Rauriser Literaturpreis: Alles, was draußen ist von Saskia Hennig von Lange
- Rea Award for the Short Story: T. C. Boyle
- Regina Medal: Patricia Reilly Giff
- Riksmålsforbundets barne- og ungdomsbokpris: Jon Ewo für 1957
- Ripper Award: Jussi Adler-Olsen
- Riverton-Preis (Bestes kriminalliterarisches Werk): Helvetesilden von Karin Fossum
- Robert-Walser-Preis: Roman Ehrlich für Das kalte Jahr
- Rogers Writers’ Trust Fiction Prize: Miriam Toews für All My Puny Sorrows
- Runciman Award: Byron’s War: Romantic Rebellion, Greek Revolution von Roderick Beaton
- Russischer Booker-Preis: Rückkehr nach Ägypten von Wladimir Scharow
- Samuel-Johnson-Preis: H is for Hawk von Helen Macdonald
- Schweizer Buchpreis: Koala von Lukas Bärfuss
- Schweizer Literaturpreise (Auswahl):
  - In sepps welt von Urs Allemann
  - Le Milieu de l’horizon von Roland Buti
  - J’aime ce qui vacille von Rose-Marie Pagnard
  - Ufficio proiezioni luminose von Matteo Terzaghi
  - Reise an den Rand des Universums (Autobiografie) von Urs Widmer
  - „Schweizer Grand Prix Literatur“: Philippe Jaccottet und Paul Nizon
  - Spezialpreis Übersetzung: Christoph Ferber
- Siegfried Lenz Preis: Amos Oz
- Solothurner Literaturpreis: Lukas Bärfuss
- Somerset Maugham Award (Auswahl): Nadifa Mohamed für The Orchard of Lost Souls; Amy Sackville für Orkney
- Sunburst Award:
  - Adult: A Tale for the Time Being von Ruth Ozeki
  - Young adult: The Cats of Tanglewood Forest von Charles de Lint
- Tchicaya-U-Tam’si-Preis: Josué Guébo für Songe à Lampedusa
- Theodor-Kramer-Preis: Herbert Kuhner
- Tomas Tranströmerpriset für Lyrik: Lasse Söderberg
- T. S. Eliot Prize der Poetry Book Society: Fire Songs von David Harsent
- Tucholsky-Preis (Schweden): Muharrem Erbey
- Veza-Canetti-Preis der Stadt Wien: Olga Flor
- Walter Scott Prize: An Officer and a Spy von Robert Harris
- Windham–Campbell Literature Prize (Auswahl):
  - Fiction: Nadeem Aslam; Jim Crace; Aminatta Forna
  - Non-Fiction: Pankaj Mishra
- Wingate Literary Prize: Otto Dov Kulka für Landscapes of the Metropolis of Death: Reflections on Memory and Imagination
- Würth-Preis für Europäische Literatur: Péter Nádas
- W.Y. Boyd Literary Award for Excellence in Military Fiction: Ralph Peters für Hell or Richmond
- Yi-Sang-Literaturpreis: Pyun Hye-Young

## Verwandte Preise und Ehrungen
- Asahi-Preis (Auswahl): Taichi Yamada
- Balzan-Preis: Ian Hacking (u. a.)
- Binding-Kulturpreis: Verlag der Autoren
- Brüder-Grimm-Preis der Philipps-Universität Marburg: Ruth Klüger
- Brüder-Grimm-Poetikprofessur: Ilija Trojanow
- Buber-Rosenzweig-Medaille: György Konrád
- Carl-von-Ossietzky-Preis für Zeitgeschichte und Politik: Irina Scherbakowa
- Creu de Sant Jordi (Auswahl): Jaume Cabré
- Deutscher Kinderhörspielpreis: Tyrannosaurus Max von Peter Jacobi
- Drama Desk Award for Outstanding Play: All the Way von Robert Schenkkan
- Erich-Fromm-Preis: Dirk Schümer
- Europäischer Übersetzerpreis Offenburg: Christian Hansen für seine Übersetzungen aus dem Spanischen
- Fischhof-Preis (Auswahl): Marcus Pfister
- Förderpreis des Landes Nordrhein-Westfalen (Sparte Literatur): Julia Trompeter und Christoph Wenzel
- Friedenspreis des Deutschen Buchhandels: Jaron Lanier
- Goethe-Medaille: Krystyna Meissner; Gerard Mortier (postum); Robert Wilson
- Gutenberg-Preis der Stadt Mainz: Umberto Eco
- Heinrich-Heine-Preis der Stadt Düsseldorf: Alexander Kluge
- Herder-Medaille (IHS): Gerhard Sauder
- Hildegard-von-Bingen-Preis für Publizistik: Denis Scheck
- Illustrationspreis für Kinder- und Jugendbücher: Shaun Tan für Die Regeln des Sommers
- Internationaler Ibsen-Preis: Peter Handke
- Jacob-Grimm-Preis: Dieter Nuhr
- Karl-Arnold-Preis: Inger-Maria Mahlke
- Kunstpreis des Landes Schleswig-Holstein: Günter Kunert
- Kunst- und Kulturpreis der deutschen Katholiken: Ralf Rothmann
- Kurt-Wolff-Preis: Verbrecher Verlag; Förderpreis: mairisch Verlag
- Lauener Preis: Fred Dretske (postum)
- Lavrin-Diplom: Fabjan Hafner
- Leibniz-Preis (Auswahl): Artemis Alexiadou
- Leipziger Buchpreis zur Europäischen Verständigung: Pankaj Mishra für Aus den Ruinen des Empires. Die Revolte gegen den Westen und der Wiederaufstieg Asiens
- Lessing-Preis für Kritik: Hans-Ulrich Wehler; Förderpreis: Albrecht von Lucke
- MacArthur Fellowship (Auswahl): Alison Bechdel
- Meister-Eckhart-Preis: Seyla Benhabib
- Moses-Mendelssohn-Preis: Ahmad Mansour
- Paszport Polityki für Literatur: Zygmunt Miłoszewski
- Preis der Literaturhäuser: Judith Schalansky
- Preis der Stadt Wien für Geisteswissenschaften: Konrad Paul Liessmann
- Preis der Stadt Wien für Volksbildung: Roland Girtler
- Prix de l’Académie de Berlin: Luc Bondy
- Ralph-Waldo-Emerson-Preis: Anti-Judaism: The Western Tradition von David Nirenberg
- Schillerpreis der Stadt Mannheim: Georg Stefan Troller
- Schweizer Theaterpreis (Auswahl): Milo Rau
- Sigmund-Freud-Preis für wissenschaftliche Prosa: Jürgen Osterhammel
- Templeton-Preis: Tomáš Halík
- Theaterpreis der Landeshauptstadt München: Christian Stückl
- Tony Award (Bestes Theaterstück): All the Way von Robert Schenkkan
- Tractatus-Preis: Eine Art zu leben – Über die Vielfalt menschlicher Würde von Peter Bieri
- Wiener Frauenpreis (Kategorie Literatur und Kunst): Julya Rabinowich
- Wissenschaftspreis der Aby-Warburg-Stiftung: Michael Hagner und Eva Schürmann
- Wolfram-von-Eschenbach-Preis: Gerhard Falkner